# 布鲁尔·彼得松
布鲁尔·彼得松（瑞典語：Bror Pettersson，1924年1月31日—1978年10月15日），瑞典男子足球、冰球运动员，场上位置是前锋。他曾代表瑞典国家队参加1948年冬季奥林匹克运动会冰球比赛，获得第4名。